# 妹-あかね-
『妹-あかね-』（あかね）は、山花典之による日本の漫画作品。2000年から2003年に『週刊ヤングジャンプ』（集英社）に連載された。全148話、単行本全14巻。
この作品に先立って、1996年から2000年に『週刊ヤングジャンプ増刊・漫革』（集英社）で連載した『妹』（いもうと）は、この作品と一部の登場人物が同名で、かつ兄妹という同じ設定であり、絵柄や話は連続しないが一連の作品。全13話、単行本全2巻。

## 概要
家庭の事情で別れ別れに暮らしていた義兄妹が、共に暮らす姿を通じて、家族愛と義兄妹の恋愛を描いた作品。悪意ある登場人物に主人公がいじめられるなどしてピンチに追い込まれていく場面も特徴。

## あらすじ
父母の再婚により義兄妹となった雨宮慎平と妹のあかね。しかし、再婚直後に父が、慎平が中学生の頃に母がそれぞれ他界し、あかねは伯父夫婦に預けられた。中学卒業後に知り合いの伝で自動車整備工場に勤めた慎平は、3年後、安い給料の中から100万円を貯め、あかねと共に暮らし始める。最初は干渉してくる慎平に反発していたあかねだが、献身的な兄の姿に接するうち、次第に心を開き、やがて恋心を抱く。慎平もあかねを異性として意識するが、あくまで兄として接することに徹し、あかね以外の女性とつき合おうとするが思いを断ち切れない。そんな中、あかねの実の母・恵理子が一時帰国し、あかねを引き取って一緒に暮らしたいと慎平に申し出る。慎平は悩んだ末に、あかねには知らせないまま、高校を卒業したら恵理子の元にあかねを返すと約束する。

## 登場人物
雨宮 あかね（あまみや　あかね）
主人公で、慎平の義理の妹。いじめに遭うなどの境遇にもあり、最初は慎平の干渉に反発する振舞いを見せていたが、次第に慎平を慕い、想いを寄せるとともにしおらしくなる。当初は公立第三高校に通学していたが、教師に盗みの疑いをかけられて退学。慎平の献身的な努力で名門・私立星和女子学院高校に編入する。
雨宮 慎平（あまみや　しんぺい）
あかねの兄。高岡自動車整備工場に勤務。兄としての家族愛と責任感から、あかねを引き取って一緒に暮らし始めるが、次第に妹を異性と意識するようになり、禁断の恋に悩む。
ミオ
慎平の中学時代からの女友達。バー・9soulsを経営し、黒人と結婚するのが夢と、周囲に散々漏らしていたが伝とできちゃった結婚をする。あかねと慎平のよき理解者。
鉄（てつ）
高岡自動車整備工場に勤める慎平の後輩。女遊びが激しい。
アキラ
高岡自動車整備工場に勤める慎平の先輩。あかねに言い寄る。
伝（でん）
高岡自動車整備工場に勤める慎平の先輩。寡黙だが慎平を時には厳しく、時には優しく見守る。後に、ミオとできちゃった結婚する。
高岡社長（たかおかしゃちょう）
高岡自動車整備工場の社長。慎平のよき理解者。
星野 まりな（ほしの まりな）
私立星和女子学院高校でのあかねの同級生。お嬢様気質。いじめられていたところをあかねに助けてもらい、仲良くなる。あかねが慎平に抱く恋心には全く気がつかない無邪気な性格。
月島 絵理梨（つきしま えりな）
私立星和女子学院高校でのあかねの同級生。委員長で優等生。いじめられていたところをあかねに助けてもらい、仲良くなる。あかねが慎平に恋心を抱いていることに気づき、協力しようとする。
水森 菜々子（みずもり ななこ）
音大生。慎平と知り合い、好意を抱く。
鈴（すず）
だるま食堂の店員。青森県出身の素朴な女性。一時、高岡自動車整備工場の経理担当になる。慎平と知り合い、好意を抱く。
一条 恵理子（いちじょう えりこ）
あかねの実の母。夫と離婚してあかねが4歳のときに離別。イタリア・ミラノでジュエリーデザイナーとして活躍している。一時帰国して慎平にあかねを引き取りたいと申し出る。重い病で余命5年から10年と診断されている。
まもる君
腹話術の人形。連載初期の頃は寡黙以上の無口だった伝が、腹話術で会話していた。初めの頃は、伝がラジコンで操作して空を飛んだりもしていたが、途中からは伝自身が喋るようになり、伝がラジコン操作していないにもかかわらず、主人公たちの周りを飛び交うようになる。
チャコ
元々は駅前のクリーニング屋で飼われていた犬。倒産してそこを出てゆくときに置いていかれて、水森菜々子が河川敷で世話をしていた。後に、雨宮家のペットとなる。